# Ruillé-sur-Loir
Ruillé-sur-Loir ist eine Commune déléguée in der französischen Gemeinde Loir en Vallée mit 1.118 Einwohnern (Stand: 1. Januar 2022) im Département Sarthe in der Region Pays de la Loire. Die Einwohner werden Ruillacois genannt.
Zum 1. Januar 2017 wurde Ruillé-sur-Loir mit den Gemeinden La Chapelle-Gaugain, Lavenay und Poncé-sur-le-Loir zur neuen Gemeinde (Commune nouvelle) Loir en Vallée zusammengelegt. Die Gemeinde gehörte zum Arrondissement La Flèche und zum Kanton Château-du-Loir.

## Geographie
Ruillé-sur-Loir liegt etwa 42 Kilometer südöstlich von Le Mans am Loir und gehört zum Weinbaugebiet Coteaux du Loir. Umgeben wurde die Gemeinde Ruillé-sur-Loir von den Nachbargemeinden Sainte-Osmane im Norden, Vancé im Nordosten, La Chapelle-Gaugain im Osten und Nordosten, Poncé-sur-le-Loir im Osten, Tréhet im Südosten, La Chartre-sur-le-Loir im Süden und Südwesten, Lhomme im Westen, Courdemanche im Westen und Nordwesten sowie Saint-Georges-de-la-Couée im Nordwesten.

## Bevölkerungsentwicklung
| Jahr                       | 1962 | 1968 | 1975 | 1982 | 1990 | 1999 | 2006 | 2013 |
| Einwohner                  | 1188 | 1118 | 1086 | 1284 | 1287 | 1205 | 1214 | 1191 |
| Quellen: Cassini und INSEE |      |      |      |      |      |      |      |      |

## Sehenswürdigkeiten
- Kirche Saint-Pierre-et-Saint-Paul, seit 1999 Monument historique
- Herrenhaus Aurière, seit 1983 Monument historique
- Sitz der Schwesternschaft von Providence, 1806 gegründet

## Persönlichkeiten
- Jacques Dujarié (1767–1838), Priester, Begründer des Ordens der Schwestern von Providence von Ruillé-sur-Loir